# 兵庫ひまわり信用組合

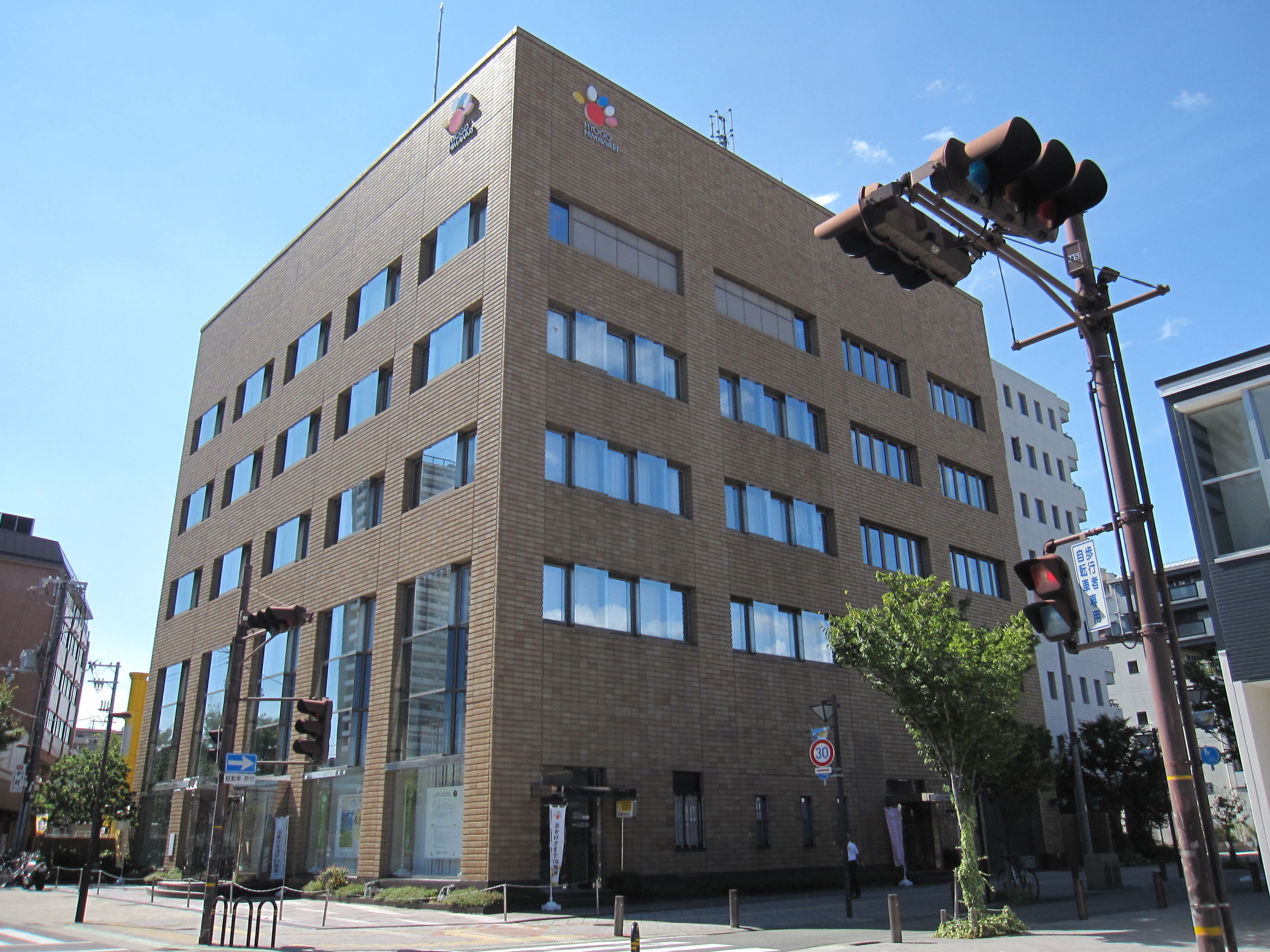
兵庫ひまわり信用組合本店

兵庫ひまわり信用組合（ひょうごひまわりしんようくみあい）は、兵庫県神戸市長田区に本店を置く日本の信用組合である。

## 沿革
- 2002年3月20日 経営破綻した朝銀近畿信用組合の事業の一部を譲受する目的に設立。同信組のうち、兵庫県（旧・朝銀兵庫信用組合）内の事業は比較的優良であったため、単独で再出発する形を取った。
- 2002年8月12日 朝銀近畿信用組合の事業の一部を譲り受け、開業。

## 営業店舗
- 本店営業部　神戸市長田区松野通1-2-2
- 三宮支店　神戸市中央区旭通3-1-3
- 尼崎支店　尼崎市稲葉元町3-15-15
- 姫路支店　姫路市東延末1-150
- 西宮支店　西宮市津門西口町5-21
- 加古川支店　加古川市尾上町旭3-10
- 伊丹支店　伊丹市船原2−2−5